# Pierre Coudrin

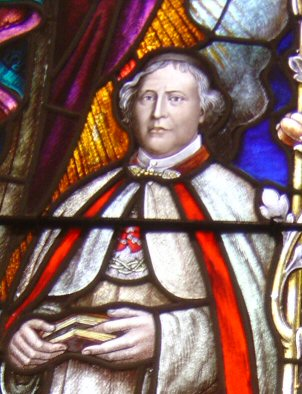

Pierre (in religione Marie-Joseph) Coudrin, detto Le bon Père (Coussay-les-Bois, 1º marzo 1768 – Parigi, 27 marzo 1837), fu il fondatore della Congregazione dei Sacri Cuori (Picpus).

## Biografia
Venne ordinato clandestinamente sacerdote nel 1792, durante la Rivoluzione francese ed esercitò segretamente il suo ministero a Poitiers, dove diede vita ad una confraternita del Sacro Cuore. Nel 1794 incontrò Henriette Aymer de la Chevalerie, con la quale iniziò a pianificare l'istituzione di una congregazione religiosa destinata alla riconversione della Francia alla fine della Rivoluzione.
Rischiando entrambi la ghigliottina, nel giorno della vigilia di Natale del 1800 i due diedero formalmente vita alla nuova famiglia religiosa, intitolata ai Sacri Cuori di Gesù e Maria e consacrata all'adorazione perpetua del Santissimo Sacramento. I padri e le suore dell'istituto oggi vengono detti "di Picpus" poiché nel 1805 stabilirono la loro curia generalizia in rue de Picpus a Parigi.
I religiosi di Picpus, terminato il periodo del Terrore, iniziarono a dedicarsi all'insegnamento, soprattutto nei seminari, all'apostolato fra credenti ed all'attività missionaria, specialmente in Oceania.
Nel 1837, alla morte del fondatore, alle sue congregazioni appartenevano 276 religiosi e 1125 religiose.